# Diecezja Aliwal
Diecezja Aliwal (łac. Diœcesis Alivalensis) – diecezja Kościoła rzymskokatolickiego w Republice Południowej Afryki, w metropolii kapsztadzkiej. Powstała 12 czerwca 1923 jako prefektura apostolska Gariep. 27 stycznia 1936 została podniesiona do rangi wikariatu apostolskiego pod nazwą Aliwal, od miasta Aliwal North będącego siedzibą biskupa. 11 stycznia 1951 wikariat uzyskał status diecezji. 
Diecezja ma wciąż charakter misyjny. W latach 1923–1981 jej kolejnymi biskupami byli członkowie zakonu sercanów. W późniejszym okresie rolę tę przejęli misjonarze niemieccy, wywodzący się z tamtejszego duchowieństwa diecezjalnego.

## Główne świątynie
- Katedra: Katedra Świętego Serca w Aliwal North

## Biskupi
- Franz Wolfgang Demont SCJ (1923–1944)[a]
- Johannes Baptist Lück SCJ (1947–1973)[b]
- Everardus Baaij SCJ (1973–1981)
- Fritz Lobinger (1988–2004)
- Michael Wüstenberg (2007–2017)
- Joseph Kizito (od 2019)